# جان فرانسوا باربييه
جان فرانسوا باربييه (بالفرنسية: Jean-François Barbier)‏ هو عسكري وضابط فرنسي، ولد في 3 ديسمبر 1754 في ستراسبورغ في فرنسا، وتوفي بنفس المكان في 6 مايو 1828.